# 簡易組織再編行為
簡易組織再編行為（かんいそしきさいへんこうい）とは、会社などの法人が通常の組織変更手続よりも簡易な手続によって組織変更・企業組織再編を行うことをいう。
日本法の下では、会社がその規模に比べて相対的に小規模な組織再編行為（合併、会社分割、株式交換、事業譲渡）を行う場合に、会社法の規定により本来の手続を省略して行うことをいう。具体的には、簡易合併、簡易吸収分割、簡易新設分割、簡易株式交換、簡易事業譲渡、簡易事業譲受がある。
- 会社法は、以下で条数のみ記載する。

## 概説
会社が組織再編行為を行うことは会社の組織を大きく変更することであるから、原則として当事者である両方の会社で株主総会の特別決議（3分の2以上の賛成）と債権者保護手続が必要とされる。しかし、大きな会社が相対的にかなり小さな会社と組織再編を行う場合、大きな会社のほうにとっては組織的に大きな影響がなくても同じような手続を必要とするのは、煩雑であり会社の組織再編にとって不便である。そこで、このような場合には、大きな会社のほうについては、本来の手続を不要とするのが簡易組織再編行為である。
なお、組織再編行為のうち、新設合併（合併会社が新設）と株式移転（親会社が新設）には影響が軽微な会社が存在しないので簡易手続はない。
類似の手続に、略式組織再編行為があるが、こちらは完全子会社に近い会社との組織再編について、子会社側の手続を不要とするものであり、簡易組織再編行為とは異なる。簡易組織再編行為と略式組織再編行為は両立しうる手続である。

## 簡易吸収合併
吸収合併消滅会社の株主に交付する吸収合併存続株式会社の株式の数に1株当たり純資産額を乗じて得た額と吸収合併存続株式会社の株式等以外の財産の帳簿価額等の合計額が、吸収合併存続株式会社の純資産額の5分の1（20%）を超えない場合（796条2項）
5分の1の比率は、定款で下回る基準を定めることができる（上回ることはできない）。

## 簡易株式交換
株式交換完全子会社の株主に交付する株式交換完全親会社の株式の数に1株当たり純資産額を乗じて得た額と株式交換完全親会社の株式等以外の財産の帳簿価額等の合計額が、株式交換完全親会社の純資産額の5分の1（20%）を超えない場合（796条2項）
5分の1の比率は、定款で下回る基準を定めることができる（上回ることはできない）。

## 簡易吸収分割

### 承継会社にとっての簡易吸収分割
吸収分割会社の株主に交付する吸収分割承継会社の株式の数に1株当たり純資産額を乗じて得た額と吸収分割承継会社の株式等以外の財産の帳簿価額等の合計額が、吸収分割承継会社の純資産額の5分の1（20%）を超えない場合（796条2項）
5分の1の比率は、定款で下回る基準を定めることができる（上回ることはできない）。

### 分割会社にとっての簡易吸収分割
吸収分割承継会社に承継される資産の帳簿価額の合計額が、吸収分割株式会社の総資産額の5分の1（20%）を超えない場合（784条2項）
5分の1の比率は、定款で下回る基準を定めることができる（上回ることはできない）。

## 簡易新設分割
新設分割承継会社に承継される資産の帳簿価額の合計額が、新設分割株式会社の総資産額の5分の1（20%）を超えない場合（805条）
5分の1の比率は、定款で下回る基準を定めることができる（上回ることはできない）。

## 簡易事業譲渡

### 事業譲受会社にとっての簡易事業譲受
- 相手方が事業譲渡等をする株式会社の特別支配会社である場合（468条1項）。
- 事業の全部の対価として交付する財産の帳簿価額の合計額が、事業譲受会社の純資産額の5分の1（20%）を超えない場合（468条2項）
5分の1の比率は、定款で下回る基準を定めることができる（上回ることはできない）。

### 事業譲渡会社にとっての簡易事業譲渡
事業譲渡により譲渡する資産の帳簿価額が、譲渡株式会社の総資産額の5分の1（20%）を超えない場合（467条1項2号括弧書き）
5分の1の比率は、定款で下回る基準を定めることができる（上回ることはできない）。